# Kyohei Mikami
Kyohei Mikami (三上恭平 Mikami Kyōhei?) (28 de diciembre de 1973) es un luchador profesional japonés, más conocido por su nombre artístico MIKAMI. Mikami es famoso por su trabajo en Dramatic Dream Team, donde se halla actualmente.

## Carrera

### Michinoku Pro Wrestling (1996)
En 1996, Mikami debutó en Michinoku Pro Wrestling, donde fue usado principalmente como jobber.

### Dramatic Dream Team (1997-presente)
Mikami fue uno de los miembros fundadores de la empresa Dramatic Dream Team, donde comenzó a luchar primero bajo su nombre real y luego como MIKAMI. Pronto, Mikami comenzó a hacerse famoso por su frecuente uso de escaleras en sus combates, desde las que realizaba arriesgados movimientos aéreos de alta potencia.
En 2005, MIKAMI fundó Cruiser's Game, una marca de DDT dedicada a actividades de los principales luchadores aéreos de Japón. Esto incluyó participaciones de Kota Ibushi, El Blazer, Taiji Ishimori, Marines Mask II, Madoka, The Great Sasuke y otros.

## En lucha
- Movimientos finales
  - Volcanic Bomb[1][2] (High-angle senton bomb, a veces desde una escalera o una posición extremadamente elevada)
  - Suicide Bomb[1][2] (Diving moonsault senton, a veces desde una escalera)
  - Deep "M" Impact[2] (630º senton, a veces desde una escalera) - 2005-presente

- Movimientos de firma
  - Stinger[2] (Bridging reverse chinlock)
  - Boomerang[3] (Tiger feint dropkick a un oponente sentado)
  - Orfevre[4] (Arm wrench inside cradle pin)
  - MIKAMI Driver[5] (Sitout scoop slam piledriver)
  - Suku-Rubo-I[6] (Varios tipos de roll-up: en sucesión, desde una posición elevada, en un springboard o seguido de un handstand)[1][2]
  - Moonsault Drill Attack[2] (Diving moonsault con un taladro de atrezzo) - 2007; como Mecha Mummy Lite
  - 450º splash,[1][2] a veces a un oponente con una escalera encima
  - 450º elbow drop[2]
  - Bridging fisherman suplex
  - Bridging reverse prawn pin
  - Corkscrew senton desde una escalera
  - Corkscrew plancha
  - Corner-to-corner missile dropkick[7]
  - Cross armbar
  - Delayed victory roll
  - Diving corkscrew somersault elbow drop
  - Diving hurricanrana a un oponente con una escalera en el cuello
  - Diving knee drop, a veces a la nuca de un oponente arrinconado
  - Diving leg trap sunset flip powerbomb a un oponente sobre una escalera
  - Diving senton,[7] a veces a un oponente con una escalera encima o debajo
  - Dropkick, a veces desde una posición elevada
  - European uppercut
  - Flipping release German suplex contra una escalera apoyada en el rincón
  - Hurricanrana, a veces a un oponente elevado[7]
  - Leg trap powerbomb
  - Long-range springboard dropkick a un oponente sentado con una escalera delante[3]
  - Low blow
  - Octopus hold[3]
  - Reverse bulldog
  - Rolling bodyscissors takedown seguido de standing shooting star low blow headbutt drop
  - Running double knee facebreaker
  - Sharpshooter
  - Shooting star knee drop[8]
  - Small package
  - Snapmare,[7] a veces sobre una escalera
  - Superplex a una escalera contra un oponente agachado
  - Triangle choke[9]

- Apodos
  - "The Japanese Jeff Hardy"[7]

## Campeonatos y logros
- Dramatic Dream Team
  - DDT Extreme Championship (1 vez)
  - DDT Ironman Heavymetalweight Championship (10 veces)
  - DDT KO-D Openweight Championship (3 veces)
  - DDT KO-D Tag Team Championship (6 veces) - con Super Uchuu Power (2), Takashi Sasaki (1), Tanomusaku Toba (2) y Tatsumi Fujinami (1)
  - DJ Battle Tournament (1999)
  - Take the Royal Tournament (2001)
  - KO-D Tag League (2001) - con Super Uchuu Power
  - KO-D Tag League (2002) - con Tanomusaku Toba

- International Wrestling Association
  - IWA World Junior Heavyweight Championship (1 vez)

- Pro Wrestling Illustrated
  - Situado en el N°210 en los PWI 500 de 2006[10]